# Giải của Hội phê bình phim Boston cho phim tài liệu hay nhất
Giải của Hội phê bình phim Boston cho phim tài liệu hay nhất là một trong các giải của Hội phê bình phim Boston dành cho phim tài liệu được bầu chọn là xuất sắc nhất.
Dưới đây là danh sách các phim đoạt giải:

### Thập niên 1980
| Năm  | Phim                                         | Đạo diễn                      |
| ---- | -------------------------------------------- | ----------------------------- |
| 1980 | Charleen or How Long Has This Been Going On? | Ross McElwee                  |
| 1981 | Diaries                                      |                               |
| 1982 | The Atomic Cafe                              | Jayne Loader & Kevin Rafferty |
| 1983 | Say Amen, Somebody                           | George T. Nierenberg          |
| 1984 | The Times of Harvey Milk                     | Rob Epstein                   |
| 1985 | Shoah                                        | Claude Lanzmann               |
| 1986 | Mother Teresa                                | Ann & Jeanette Petrie         |
| 1987 | Marlene                                      | Maximilian Schell             |
| 1988 | Không có thông tin                           | Không có thông tin            |
| 1989 | Không có thông tin                           | Không có thông tin            |

### Thập niên 1990
| Năm  | Phim                                  | Đạo diễn                        |
| ---- | ------------------------------------- | ------------------------------- |
| 1990 | Không có thông tin                    | Không có thông tin              |
| 1991 | Paris Is Burning                      | Jennie Livingston               |
| 1992 | Không có thông tin                    | Không có thông tin              |
| 1993 | Visions of Light                      | Arnold Glassman & Todd McCarthy |
| 1994 | Hoop Dreams                           | Steve James                     |
| 1995 | Crumb                                 | Terry Zwigoff                   |
| 1996 | Anne Frank Remembered                 | Jon Blair                       |
| 1997 | Fast, Cheap & Out of Control          | Errol Morris                    |
| 1998 | The Big One                           | Michael Moore                   |
| 1999 | Hands on a Hard Body: The Documentary | S.R. Bindler                    |

### Thập niên 2000
| Năm  | Phim                                             | Đạo diễn                             |
| ---- | ------------------------------------------------ | ------------------------------------ |
| 2000 | The Eyes of Tammy Faye                           | Fenton Bailey & Randy Barbato        |
| 2001 | The Gleaners and I (Les Glaneurs et la glaneuse) | Agnès Varda                          |
| 2002 | The Kid Stays in the Picture                     | Nanette Burstein & Brett Morgen      |
| 2003 | Capturing the Friedmans                          | Andrew Jarecki                       |
| 2004 | Control Room                                     | Jehane Noujaim                       |
| 2005 | Murderball                                       | Henry Alex Rubin & Dana Adam Shapiro |
| 2006 | Deliver Us from Evil                             | Amy Berg                             |
| 2006 | Shut Up & Sing                                   | Barbara Kopple & Cecilia Peck        |
| 2007 | Crazy Love                                       | Dan Klores & Fisher Stevens          |
| 2008 | Man on Wire                                      | James Marsh                          |